# Rino Filippini
Rino Filippini (Roma, 26 giugno 1920 – Perugia, 25 settembre 1998) è stato un direttore della fotografia italiano.

## Biografia
Cominciò a lavorare per l'Istituto Nazionale Luce di Roma, come attualista, a metà degli anni trenta. Seguì la seconda guerra mondiale come inviato Luce nelle campagne di Libia e Grecia: filmò la presa di Tobruk e l'arrivo degli alleati a Venezia.
Lavorò sempre da libero professionista girando film che gli permisero di visitare tutto il mondo e di vivere a lungo in India, per il film di Rossellini, e in Giappone per le  riprese della Donna nel mondo 

## Filmografia
- Vertigine Bianca (1956)
- Parma Città d'oro (1956)
- La luce sul monte (1959)
- La grande Olimpiade (1961)
- America di notte (1961)
- La guerra di Troia (1961)
- Concilio Ecumenico Vaticano II (1962)
- I Tabù (1964)
- Addio mamma (1967)
- Tom Dollar (1967)
- ...e venne il tempo di uccidere (1968)
- L'amore, questo sconosciuto (1969)